# Chiridota nanaimensis
Chiridota nanaimensis är en sjögurkeart som beskrevs av Heding 1928. Chiridota nanaimensis ingår i släktet Chiridota och familjen Chiridotidae. Inga underarter finns listade i Catalogue of Life.